# República Checa en los Juegos Olímpicos de Pekín 2008
La República Checa estuvo representada en los Juegos Olímpicos de Pekín 2008 por un total de 134 deportistas que compitieron en 21 deportes. 
La portadora de la bandera en la ceremonia de apertura fue la piragüista Štěpánka Hilgertová.

## Medallistas
El equipo olímpico checo obtuvo las siguientes medallas:
| Nombre                        | Deporte               | Competición                     |
| ----------------------------- | --------------------- | ------------------------------- |
| Oro                           |                       |                                 |
| Barbora Špotáková             | Atletismo             | Jabalina F                      |
| Kateřina Emmons               | Tiro                  | Rifle de aire 10 m F            |
| David Kostelecký              | Tiro                  | Foso M                          |
| Plata                         |                       |                                 |
| Ondřej Štěpánek Jaroslav Volf | Piragüismo en eslalon | C2 M                            |
| Ondřej Synek                  | Remo                  | Scull ind. (M1x) M              |
| Kateřina Emmons               | Tiro                  | Rifle en tres posiciones 50 m F |
| Bronce                        |                       |                                 |
| Marek Švec                    | Lucha grecorromana    | 96 kg M                         |